# Desmond Penigar
Desmond Penigar (Upland, 16 luglio 1981) è un ex cestista statunitense.

## Palmarès
- Campione NBDL (2004)
- NBA Development League Rookie of the Year Award (2004)
- All-NBDL First Team (2004)
- Miglior marcatore NBDL (2004)